# João Baptista Figueiredo
João Baptista de Oliveira Figueiredo (Río de Janeiro, 15 de enero de 1918-Río de Janeiro, 24 de diciembre de 1999), más conocido como João Baptista Figueiredo fue un militar brasileño. Fue jefe del Servicio Secreto (SNI) durante el periodo de su predecesor Ernesto Geisel. Figueiredo fue elegido el 30.º. presidente de la República Federativa del Brasil, fue el 5.⁰. y último presidente de la dictadura militar instaurada en el golpe de 1964, tomó juramento el 15 de marzo de 1979, y ejerció dicho cargo hasta el 15 de marzo de 1985.

## Biografía

Figueiredo como jefe del estado mayor en 1972.

João Baptista de Oliveira Figueiredo era el hijo del general Euclides de Oliveira Figueiredo, que estuvo exiliado tras un intento de derribar una dictadura en 1932. Tras estudiar en escuelas militares en Porto Alegre y de Realengo, Figueiredo fue ascendido a capitán en 1944 y, más tarde, a mayor en 1952.
Sirvió como agregado militar de Brasil en Paraguay desde 1955 hasta 1957. Posteriormente, trabajó para el servicio secreto del Estado Mayor General del Ejército desde 1959 hasta 1960. En 1961 fue transferido al Consejo de Seguridad Nacional.
Mientras enseñaba en el Army General Staff Command College en el periodo 1961-1964, Figueiredo fue ascendido a coronel y nombrado jefe de sección en el Servicio Nacional de Información. En 1966 asumió el mando de la fuerza de defensa pública en São Paulo. Desde 1967 hasta 1969, ocupó el mando de un regimiento en Río de Janeiro y fue ascendido a general. Cuando el general Emílio Garrastazu Médici asumió la presidencia, Figueiredo fue nombrado jefe del estado mayor del presidente, cargo en el que permaneció desde el 30 de octubre de 1969 hasta el 15 de marzo de 1974.

## Presidencia (1979-1985)

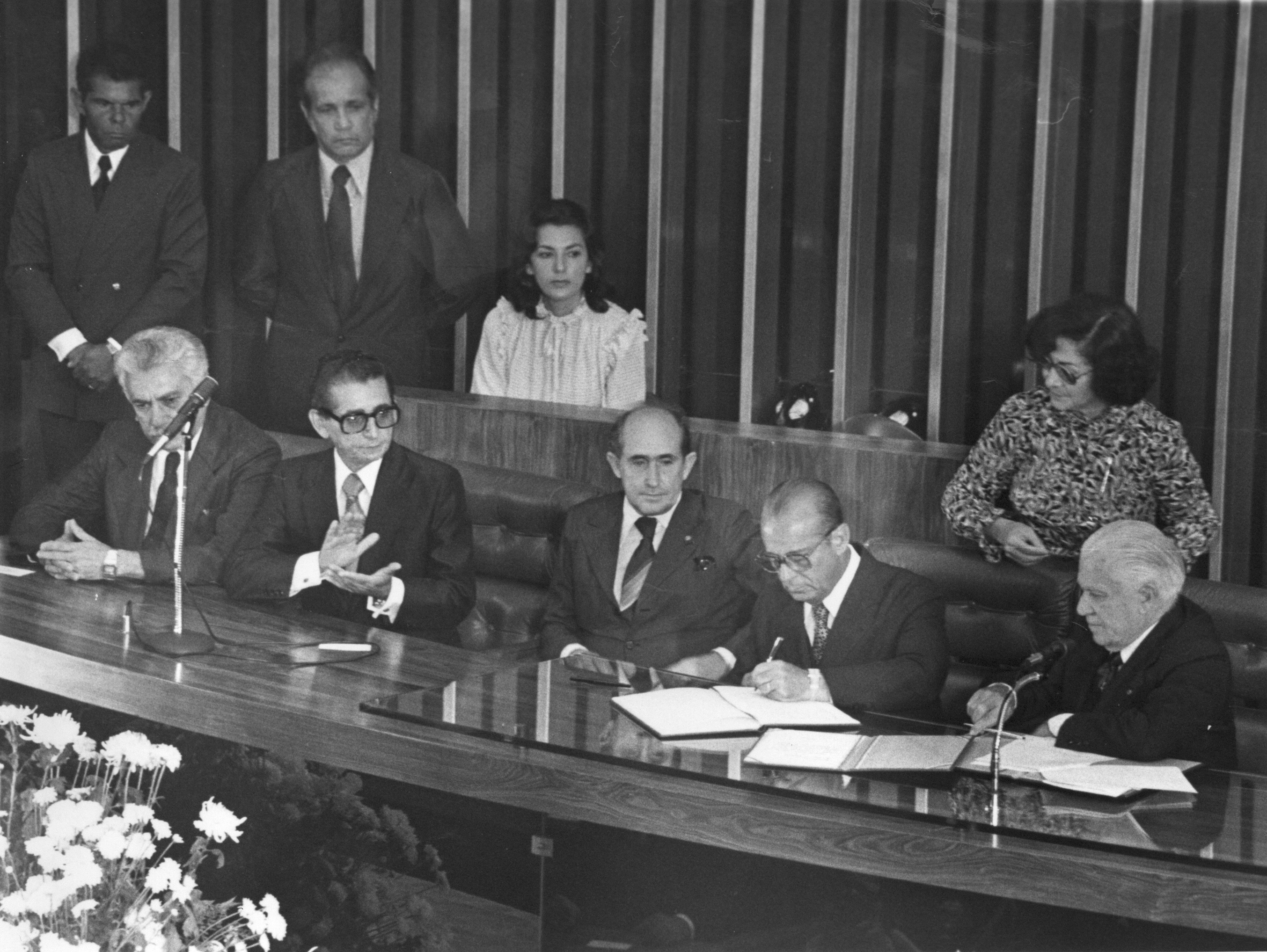
Figueiredo en su toma de posesión como presidente de Brasil en el Congreso brasileño el 15 de marzo de 1979.

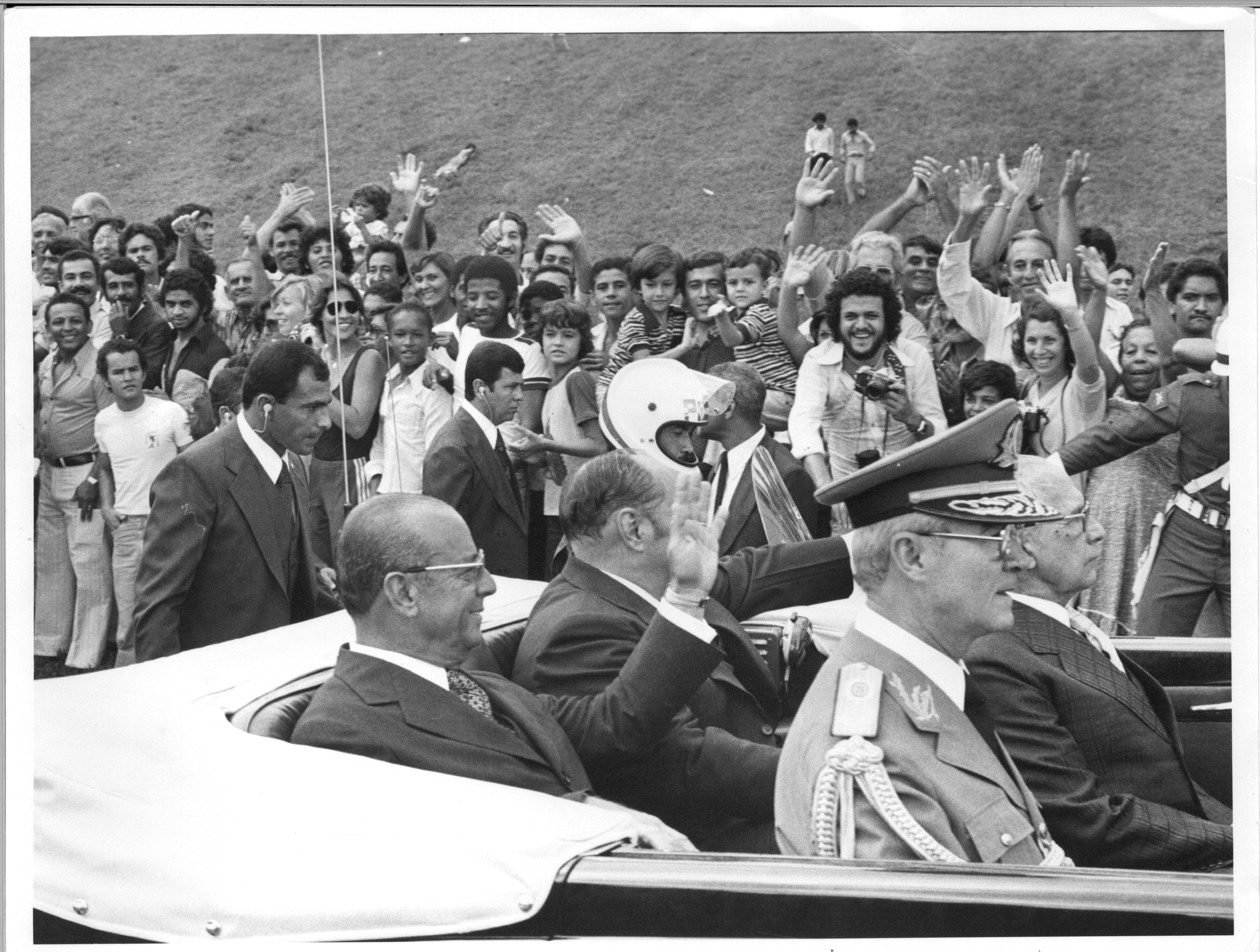
El vicepresidente Aureliano Chaves con el presidente Figueiredo en el desfile en su investidura el 15 de marzo de 1979.

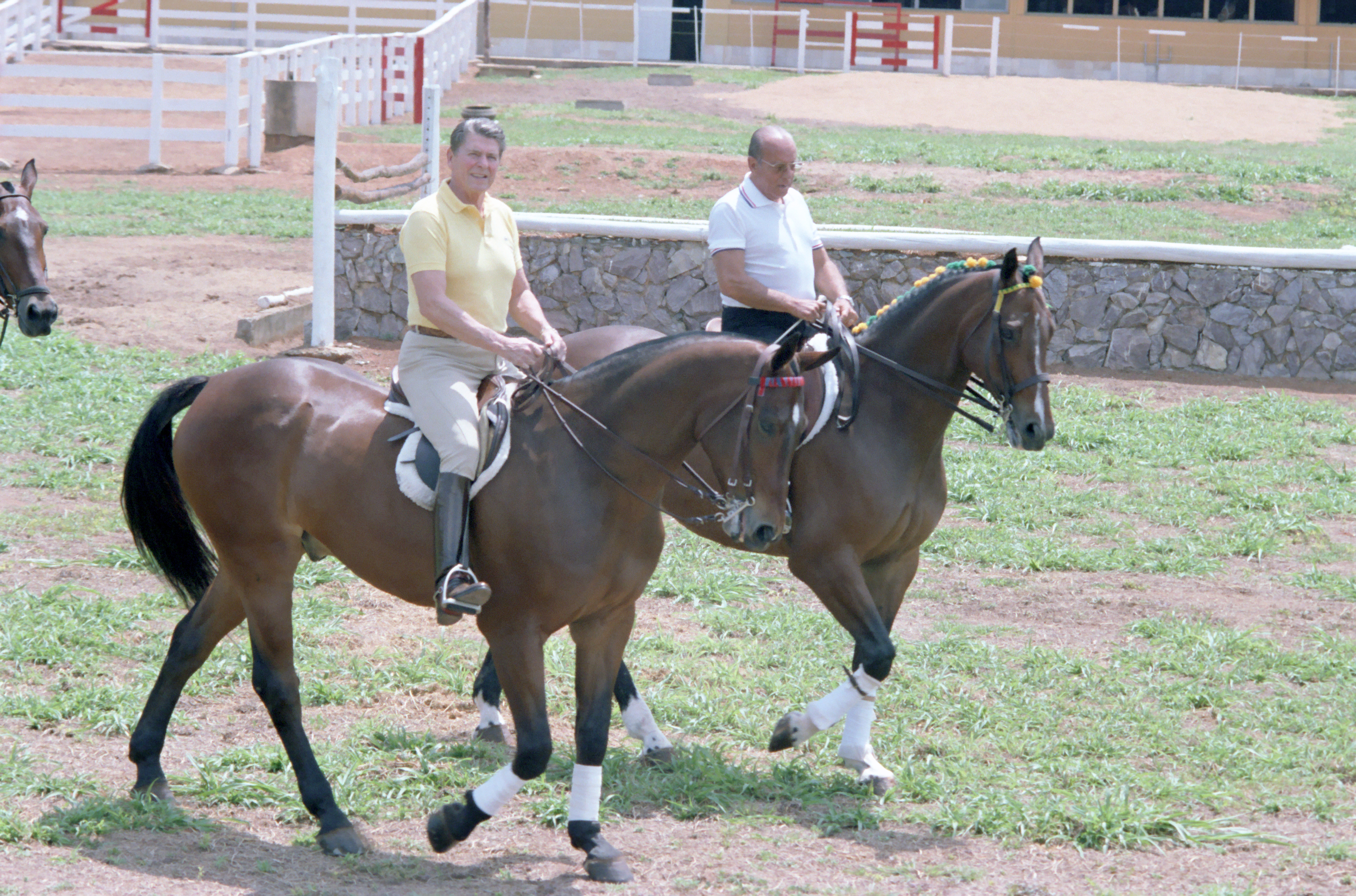
Figueiredo con el presidente de EE. UU. Ronald Reagan el 1 de diciembre de 1982.

El 15 de marzo de 1974 asumió la jefatura del Servicio Nacional de Información, una agencia de seguridad interna de Brasil, cargo en el que permaneció hasta el 14 de junio de 1978. Fue elegido por el presidente Ernesto Geisel como potencial sucesor, Figueiredo derrotó al candidato de la oposición, el general Monteiro, y continuó el proceso gradual de "apertura" (democratización) iniciado en 1974. Una ley de amnistía firmada por Figueiredo el 28 de agosto de 1979, amnistió a aquellos condenados por crímenes "políticos o relacionados" entre 1961 y 1978.
En los primeros años de la década de los 80's el régimen militar no pudo mantener efectivamente el sistema bipartidista establecido en 1966. La administración Figueiredo disolvió al partido controlado por el gobierno, el ARENA y permitió que se formaran nuevos partidos. En 1981, el Congreso emitió una ley de restauración de las elecciones directas de los gobernadores estatales. Las elecciones legislativas del lunes 15 de noviembre de 1982 trajeron la victoria al sucesor de Arena, el partido pro-gobierno PDS (Partido Democrático Social) con el 43.22% de los votos, y la oposición PMDB (Partido Movimiento Democrático Brasileño) con el 42.96%.
El gobierno de tres grandes estados, São Paulo, Río de Janeiro y Minas Gerais, fue ganado por la oposición. Sin embargo, los desarrollos políticos fueron eclipsados por los problemas económicos. Al igual que la inflación y el desempleo, crecía de manera incontrolada la deuda externa, que alcanzaba proporciones masivas haciendo a Brasil uno de los mayores deudores del mundo, con una deuda cercana a los 90,000 millones de dólares.
El programa de austeridad impuesto por el gobierno no trajo señales de recuperación para la economía brasileña hasta el final del periodo de Figueiredo. El presidente estaba a menudo incapacitado por enfermedad y se tomó dos bajas prolongadas para tratar su salud en 1981, año en el que sufrió un ataque cardíaco) y 1983, pero el vicepresidente civil Antonio Aureliano Chaves de Mendonça no gozó de gran poder político.
Desde el golpe de estado de 1964, a los brasileños no se les había permitido votar para elegir directamente al presidente y en 1983 comenzaron a manifestarse por el retorno a la democracia, mediante el movimiento "Diretas Já" ("Directas ya" en portugués). La oposición luchó vigorosamente por pasar una enmienda constitucional para permitir elecciones populares en noviembre de 1984, pero Figueiredo estuvo en contra de este deseo y en 1984 el Congreso rechazó el retorno de las elecciones directas. Pero la oposición, encabezada por Tancredo Neves, ganó la elección presidencial de 1985 en el colegio electoral, poniendo fin al régimen militar en 1985. Figueiredo se retiró tras el fin de su mandato y murió el 24 de diciembre de 1999 a los 81 años de edad.
Entre los miembros de su gabinete se destacaron Golbery do Couto e Silva (Jefe de la Casa Civil), Ernane Galvêas (Hacienda), Petrônio Portella (Justicia), Mário Andreazza (Interior), Eliseu Resende (Transporte), Hélio Beltrão (Desburocratización y Seguridad Social), Ramiro Saraiva Guerreiro (Relaciones Exteriores), Jair Soares (Seguridad Social) y Mário Henrique Simonsen y Antônio Delfim Netto (Planeamiento).

## Post presidencia y muerte
Después de su presidencia, Figueiredo no volvió a la política y vivió alejado de la atención pública. Viviría sus últimos años en su apartamento de São Conrado, en la Zona Sur de Río de Janeiro. El 24 de diciembre de 1999, Figueredo murió debido a una insuficiencia renal y cardíaca. Después de su muerte, el presidente Fernando Henrique Cardoso declaró tres días de luto. Está enterrado en el Cementerio del Caju en Río de Janeiro.